# Psilota thatuna
Psilota thatuna är en tvåvingeart som beskrevs av Shannon 1922. Psilota thatuna ingår i släktet sotblomflugor, och familjen blomflugor. Inga underarter finns listade i Catalogue of Life.